# Győri Magda (tankönyvszerkesztő)
Győri Magda, Negreanuné (Zilah, 1927. január 14. –) tankönyvszerkesztő és pedagógiai szakíró.

## Életútja, munkássága
Középiskolai tanulmányait Kolozsvárt és Brassóban végezte (1947), a Bolyai Tudományegyetem filológiai karán magyar nyelv és irodalom szakos diplomát szerzett. 1951 szeptemberétől nyugdíjazásáig, 1982 márciusáig tankönyvszerkesztő a bukaresti Didaktikai és Pedagógiai Könyvkiadó nemzetiségi szerkesztőségében.
A három évtized alatt kezén átment sok száz magyar nyelv- és irodalomtankönyv kéziratának kiadásra való előkészítésében lelkiismeretessége és szakmai jártassága érvényesült. Önálló cikkei, tanulmányai jelentek meg a Tanügyi Újság, Művelődés, Igaz Szó, Brassói Lapok hasábjain az anyanyelvű oktatásról, irodalomtanításról, a „költészeti rianás”-ról, korszerűségről és az esztétikai nevelésről.